# گاتنبرگ (نبراسکا)
گاتنبرگ(به انگلیسی: Gothenburg) شهری در ایالت نبراسکا کشور ایالات متحده آمریکا است که جمعیت آن در سرشماری سال ۲۰۱۰ میلادی، ۳٬۵۷۴ نفر بوده‌است.